# Raoul Francou
Raoul Francou, né le 16 août 1890 à Marseille (Bouches-du-Rhône) et mort le 29 janvier 1948 à Salon-de-Provence (Bouches-du-Rhône), est un homme politique français.

## Biographie

### Jeunesse et études
Raoul Francou est né à Marseille le 16 août 1890 dans un milieu modeste. Son père, employé de commerce, et sa mère couturière, s'établissent à Salon en 1895. Il y fréquente l'école publique, et passe son brevet élémentaire.

### Parcours professionnel
De 1905 à 1915, il est employé de commerce. Il devient rapidement un membre actif de l'œuvre de la Jeunesse catholique. Il milite ensuite à l'Association catholique de la jeunesse française dont il deviendra président régional.
À l'issue de la Première Guerre mondiale, où il est mobilisé comme simple 2e classe, il fonde une maison de commerce d'huiles, de savons et de cafés, appelée « La Cité nouvelle ». Elle ne se veut pas une entreprise ordinaire mais une communauté chrétienne de travail et une source de financement pour les œuvres sociales ; le personnel y bénéficie d'avantages, tels que les allocations familiales et la participation aux bénéfices, que les autres travailleurs ne connaîtront que bien plus tard.
Francou est élu président du syndicat de commerce des huiles, savons et cafés, mais aussi juge au tribunal de commerce, administrateur de la Caisse d'épargne et conseiller de la Banque de France à Salon. Journaliste bénévole au Petit Régional, un hebdomadaire local démocrate chrétien, il en prend la direction en 1923. L'année suivante, il adhère au Parti démocrate populaire.
Durant l'occupation de la France par l'Allemagne, il devient le chef de la résistance locale. Il est ainsi porté à la présidence du conseil municipal en août 1944, et est élu maire de la ville aux élections de mai 1945. En octobre, il est élu député des Bouches-du-Rhône sous l'étiquette du Mouvement républicain populaire (MRP).
À l'Assemblée constituante, il est nommé à la Commission des affaires économiques, des douanes et des conventions commerciales, mais il n'intervient pas en séance. Avec son groupe, il vote les nationalisations mais s'oppose au premier projet de Constitution de la IVe République qui sera rejeté par le référendum du 5 mai 1946.
Raoul Francou meurt, frappé d'une angine de poitrine, le 29 janvier 1948 alors qu'il effectuait les démarches à la préfecture des Bouches-du-Rhône pour la construction des premiers HLM de la ville.

### Vie privée
Raoul Francou se marie à Denise Giraud, militante chrétienne comme lui, à la fin de la Première guerre mondiale. Ils ont dix enfants, dont Jean Francou est l'aîné. Il sera maire de Salon-de-Provence de 1956 à 1989 et sénateur de 1971 à 1989.

## Détail des fonctions et des mandats
Mandat parlementaire
- 21 octobre 1945 - 10 juin 1946 : Député des Bouches-du-Rhône